# Санта-Мария-делла-Вита
Церковь Санта-Мария-делла-Вита — церковь в Болонье, построенная в 1687—1690 годах. Известна тем, что в ней хранится «Оплакивание Христа» Никколо делль Арка. Находится в историческом центре, по адресу Виа Клаватуре 10, в нескольких шагах от площади Пьяцца Маджоре.

## История
Церковь была перестроена в 1687—1690 годах архитектором Джованни Баттистой Бергонцони, который построил эллиптическую в плане церковь, через столетие увенчанную куполом Джузеппе Тубертини (1787), вероятно, по проекту архитектора Террибилии. Фасад был возведен в 1905 году.

## Внутренний вид
Церковь, прежде всего, известна тем, что в ней находится шедевр XV в., скультптурная группа «Оплакивание Христа», созданная Никколо делль Арка. Эта группа состоит из шести фигур в натуральную величину и фигуры лежащего Христа и датируется 1463 годом. В настоящее время скульптурная группа находится в часовне справа от главного алтаря.
На куполе церкви расположены фигуры четырёх сивилл — Кумской, Фригийской, Эритрейской и Персидской — созданных скульптором Луиджи Аквисти из Форли.
Рядом с алтарем находится орган, построенный Джузеппе Германди и восстановленный Ф. Руффатти, а также скульптуры Франческо Тадолини.

## Ораторий флагеллантов
В соседнем оратории, построенном между 1604 и 1617 годами по проекту Флориано Амброзини, изображена «Мадонна с младенцем и Святыми» (1550) Носаделлы и группа из 14 терракотовых статуй Альфонсо Ломбарди (1522) «Успение Богородицы». На нишах стен находятся статуи святого Прокла Болонского и святого Петрония скульптора Алессандро Альгарди, а также святой Франциск и святой Доменик авторства Джулио Чезаре Конвенти. Ораторий принадлежит братству белых флаггелантов, организованному в Болонье в 1275 году, которое обслуживало местную больницу.